# Frank Feighan

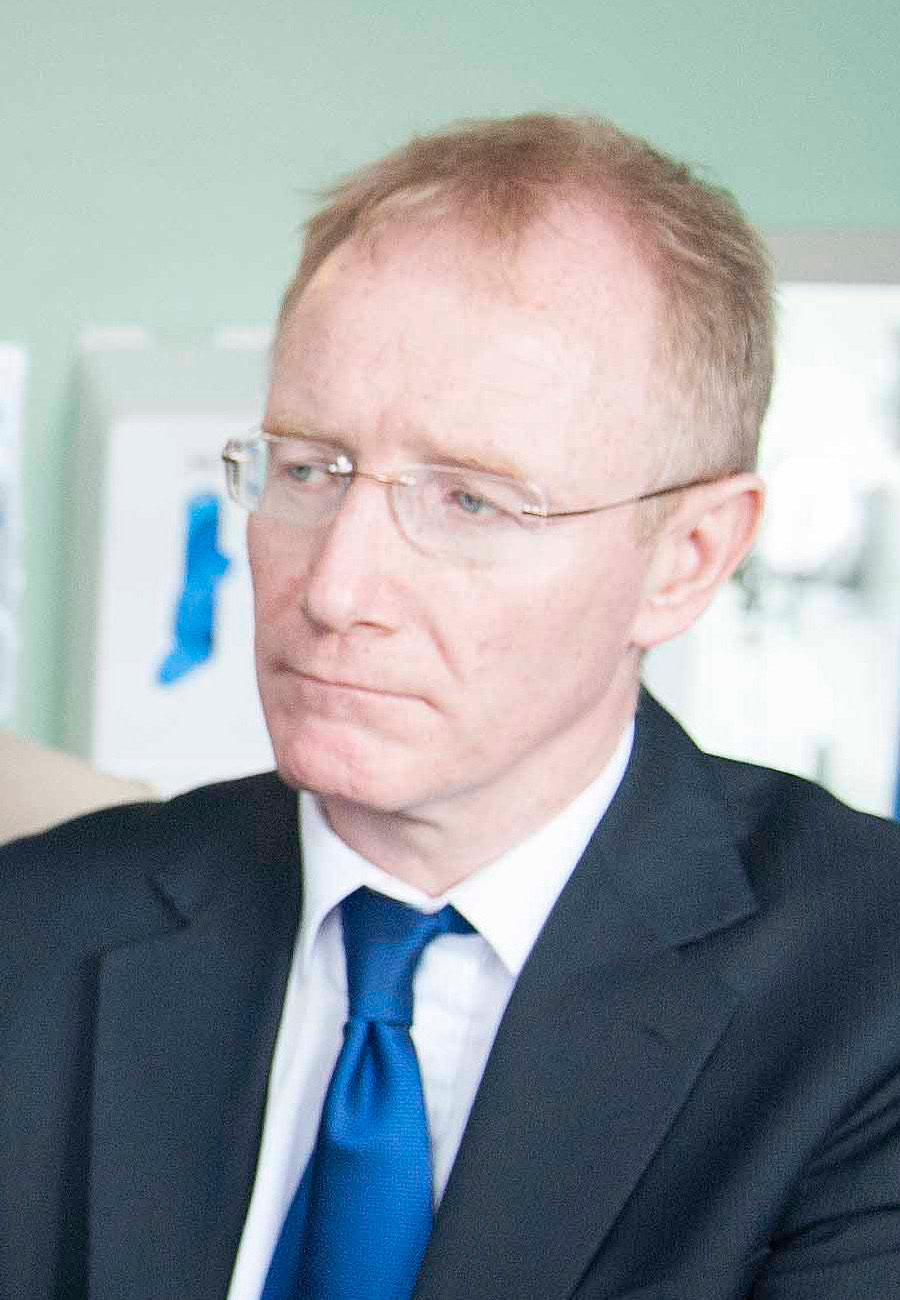
Frank Feighan, 2014

Frank Feighan (irisch Proinsias Ó Fiacháin, * 4. Juli 1962) ist ein irischer Politiker der Fine Gael.
Feighans politische Karriere begann im Jahr 1999, als er erstmals in das Roscommon County Council gewählt wurde. Im Juli 2002 erfolgte seine Wahl in den 22. Seanad Éireann, das Oberhaus des irischen Parlaments. Ein Jahr später schied er aus dem Roscommon County Council aus.
Bei den Unterhauswahlen im Mai 2007 wurde Feighan im Wahlkreis Roscommon-South Leitrim für seine Partei in den 30. Dáil Éireann gewählt. Sein Sitz im Senat wurde damit vakant. Da die Legislaturperiode jedoch schon im Juli desselben Jahres endete, erfolgte keine Neubesetzung.